# Лесковщина (Черниговская область)
Лесковщина (укр. Лісківщина) — село в Семёновском районе Черниговской области Украины. Население 68 человек. Занимает площадь 0,24 км².
Код КОАТУУ: 7424787004. Почтовый индекс: 15422. Телефонный код: +380 4659.

## Власть
Орган местного самоуправления — Хотиевский сельский совет. Почтовый адрес: 15421, Черниговская обл., Семёновский р-н, с. Хотиевка, ул. Озёрная, 81.